# Geografía de Bélgica
Bélgica (nombre local, Royaume de Belgique/Koninkrijk België) es un estado de Europa occidental. Limita al norte con los Países Bajos y el mar del Norte, al este con Alemania y Luxemburgo, y al sur y suroeste con Francia.

## Geografía física
El territorio de Bélgica tiene una extensión de  30 528 km² de forma triangular. Su máxima longitud es de 282 km, en dirección sureste-noroeste, su anchura es de 145 km.

### Relieve
Se divide geográficamente en tres regiones: la planicie costera al noroeste, la meseta central y las altiplanicies de las Ardenas al sureste. 

Relieve belga

Siguiendo el ejemplo de los Países Bajos, la planicie costera ha ganado algunos espacios del Mar del Norte (polders) por medio de diques y canales. En esta región está la llanura de Flandes, parte de la cuenca belgo-neerlandesa.
La meseta central, en el interior, es un área lisa y de poca altitud, que tiene muchos valles fértiles y es irrigada por numerosas vías navegables, como los ríos Mosa, su afluente el Sambre y el Escalda. Aquí también hay estructuras de un relieve más áspero, como cuevas y pequeñas gargantas.
La región de las Ardenas es más accidentada que las otras dos. En esta región se localiza el punto más alto de Bélgica, la Signal de Botrange, con sólo 694 metros de altitud. El macizo herciniano se divide, a su vez, en: Condroz, una meseta baja y cubierta de bosques; la Famenne y la Fagne, depresiones entre el Condroz y las Ardenas; y, finalmente, las Ardenas propiamente dichas, con bosques, landas y turberas.

### Hidrografía

Principales cursos de agua de Bélgica

Bélgica esta recorrida por numerosos cursos de agua, la mayoría de ellos pertenecientes a las cuencas del Mosa y el Escalda, que son los principales ríos del país. Muchos de ellos son navegables y hay varios canales de navegación que entrelazan las distintas cuencas.
Toda Bélgica drena en el  mar del Norte, a excepción del municipio de Momignies (Macquenoise), que drena a través del río Oise en el canal de la Mancha. Tres son los ríos principales que drenan el país: el Escalda (200 km en Bélgica, 350 km  en total), el Mosa (183 km  en Bélgica, 925 km  en total) y el Yser (50 km  en Bélgica, 78 km en total).  Los tres tienen su origen en Francia y los tres desembocan en el mar del Norte, aunque el Yser es el único que desagua directamente por territorio belga al mar.  Los principales afluentes son:
- del Mosa: Ourthe, Sambre, Lesse, Senne y Dijle y Semois, este último se une al Mosa en territorio francés después de haber reccorrido casi todo su curso en Bélgica
- del Escalda: Dendre, Lys y Rupel;
- del Yser: el Ieperlee.

Hay varios ríos que drenan a través del Sena —río Oise— y del Rin —Eisch, Our, Wiltz y Sûre— aunque ninguno de estos grandes ríos cruza Bélgica
El lago más grande del país es el lago de la Plate Taille, un embalse artificial en el conjunto de los lagos del Eau d'Heure, a caballo entre las provincias de Hainaut y Namur. Otros lagos importantes son los de Genval, Bütgenbach, Gileppe, Eupen y Robertville.
Bélgica tiene un corto litoral en el mar del Norte, 66 km de costas bajas, arenosas y rectilíneas.

### Clima
El clima es marítimo templado, con precipitaciones significativas durante todo el año (Clasificación climática de Köppen: Cfb; la temperatura media anual es de 9 a 10 °C, siendo la temperatura media en enero de 3,1 °C y en julio 17,7 °C. En la costa las temperaturas son más suaves, mientras que en la región más interior de las Ardenas alterna veranos cálidos con inviernos fríos. Los datos provenientes del Instituto meteorológico de Uccle, estación de referencia de Bélgica, proporcionan los siguientes datos medios:
- Temperatura media anual: 9,7 °C
- 17,0 °C como temperatura media en verano y 3,1 °C temperatura media en invierno.
- Las temperaturas máximas medias varían entre 21,6 °C en verano y los 6,2 °C en invierno.
- Las temperaturas mínimas medias son de 12,8 °C en verano y 1,1 °C en invierno.

Uccle tiene un clima de tipo Cfb (Oceánico) que tiene como récord de calor 38,8 °C el 27 de junio de 1947 y como récord de frío -21,1 °C el 25 de enero de 1881. La temperatura media anual es de 10,4 °C.
|                      | Ene.  | Feb.  | Mar.  | Abr. | Mayo  | Jun. | Jul. | Ago. | Sep. | Oct. | Nov.  | Dic.  | Año   |
| T° max (media) [°C]  | 5,6   | 6,5   | 9,9   | 13,1 | 17,7  | 20   | 22,3 | 22,4 | 18,7 | 14,4 | 9,1   | 6,5   | 13,9  |
| T° media [°C]        | 3,2   | 3,6   | 6,5   | 9    | 13,3  | 15,8 | 18   | 18   | 14,8 | 11   | 6,5   | 4,3   | 10,4  |
| T° mín (media) [°C]  | 0,8   | 0,6   | 3     | 4,9  | 8,9   | 11,6 | 13,7 | 13,4 | 10,9 | 7,6  | 3,7   | 2     | 6,8   |
| Precipitaciones [mm] | 71,1  | 52,7  | 72,9  | 53,7 | 69,3  | 77,5 | 68,9 | 63,6 | 62,3 | 68,1 | 79,1  | 78,8  | 817,8 |
| Récord de frío [°C]  | -21,1 | -18,3 | -13,6 | -5,7 | -12,2 | 0,3  | 4,4  | 3,9  | 0    | -6,8 | -12,8 | -17,7 | -21,1 |
| Récord de calor [°C] | 15,3  | 20    | 24,2  | 28,7 | 34,1  | 42,8 | 37,1 | 36,5 | 34,9 | 27,8 | 20,4  | 16,7  | 38,8  |

Fuente: Le climat à Uccle (en °C et mm, moyennes mensuelles 1971/2000 et records depuis 1767) en francés (enlace roto disponible en Internet Archive; véase el historial, la primera versión y la última)..
La humedad y la llovizna son habituales. La precipitación media anual es de 805mm. Llueve casi todo el año, pero abril y noviembre son los meses más lluviosos. Las precipitaciones son más importantes en el macizo de las Ardenas y en la costa que en el resto del país. Las Ardenas se benefician de un clima semi continental; y está marcado por una nieve más abundante, resultado de temperaturas más frías. En el extremo sur del país, en Gaume, las temperaturas alcanzan valores generalmente superiores a los de las vecinas Ardenas.
El viento, a menudo presente en Bélgica, sopla generalmente desde la dirección suroeste (SO). La duración del soleamiento medio anual es de 1.554 horas.
Los valores extremos medidos en Uccle, siempre según el Instituto real meteorológico de Bélgica, son los siguientes:
- Récord absoluto de temperatura mínima: -30,1 °C en Rochefort el 20 de enero de 1940.
- Récord absoluto de temperatura más alta : +38,8 °C a Uccle el 27 de junio de 1947.
- Más largo período seco: 36 días, desde el 31 de marzo al 5 de mayo de 2007.
- Mayor insolación anual: 2121 horas en 1959.
- Altura máxima de nieve: 115 cm en la meseta de las Hautes Fagnes el 9 de febrero de 1953.
- Máxima velocidad de ráfagas de viento: 168 km/h en Beauvechain el 25 de enero de 1990.
- Presión atmosférica más elevada: 1048 hPa 27 de enero de 1932.
- Presión atmosférica más baja: 954 hPa en Blankenberge el 25 de febrero de 1989.

### Medio ambiente

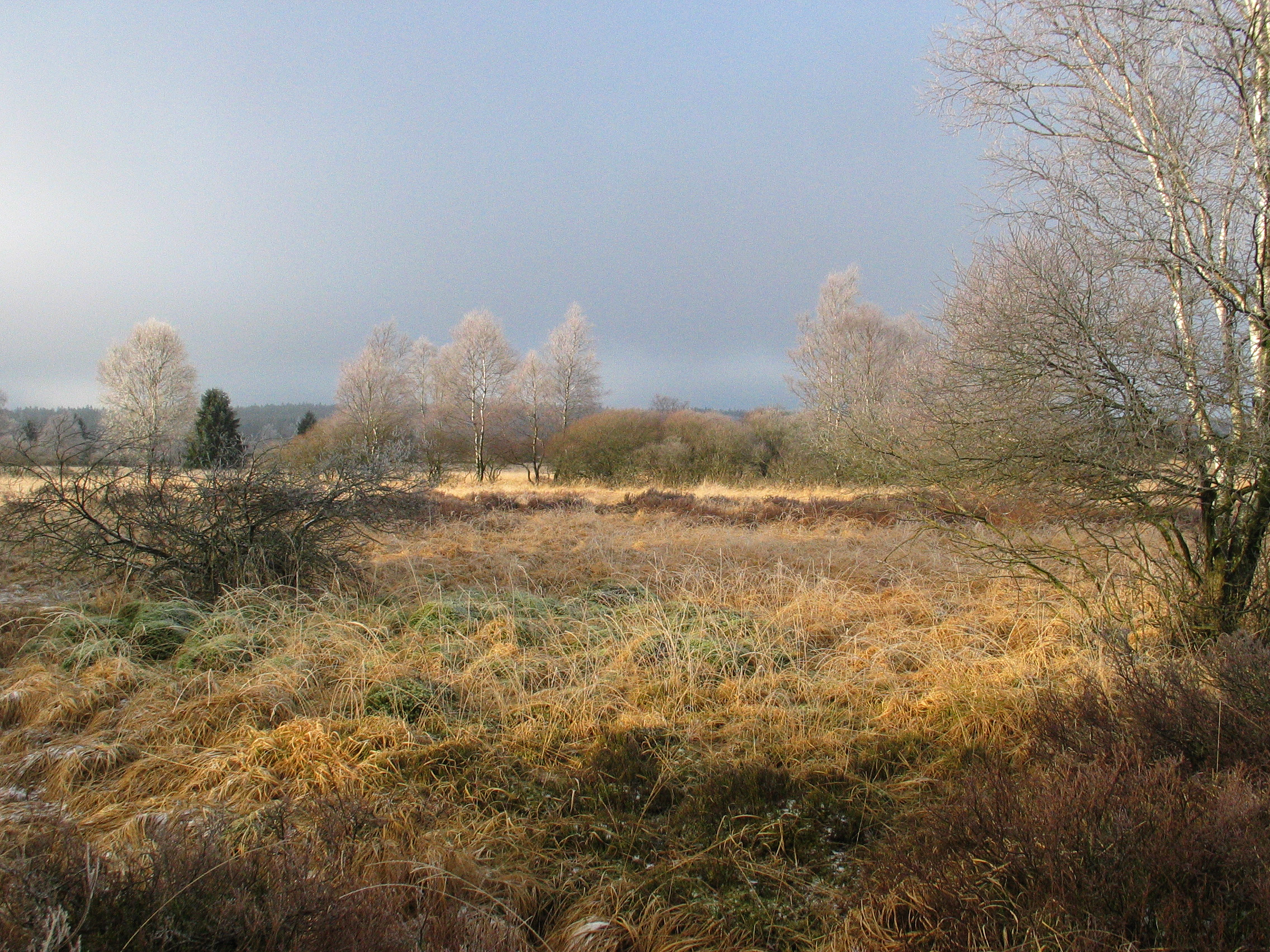
Vista de las Hautes Fagnes, en las Ardenas.

Abundan los bosques y las landas. En la zona de las Ardenas abundan los bosques. Ahí se concentra la mayoría de la fauna salvaje de Bélgica. 
El bioma primigenio en Bélgica es el bosque templado de frondosas. Según WWF, el territorio de los Países Bajos se divide entre dos ecorregiones: el bosque de frondosas de Europa occidental en el sureste, y el bosque mixto atlántico en el resto del país.
Conforme a la normativa de la Unión Europea, el territorio de este país se divide en dos regiones biogeográficas: continental y atlántica. 42.938 hectáreas están protegidas como humedales de importancia internacional al amparo del Convenio de Ramsar, en total, 9 sitios Ramsar. 
Los riesgos naturales son las inundaciones a lo largo de los ríos y las zonas de tierras ganadas al mar, protegidas por diques de hormigón. A causa de su elevada densidad de población y a su posición en el corazón de Europa Occidental, Bélgica se enfrenta a serios problemas medioambientales. El medio ambiente está expuesto a intensas presiones de actividades humanas: urbanización, densa red de transportes, industria, ganadería y agricultura extensivas, la contaminación atmosférica y acuática. Un informe de 2003 indicó que el agua de los ríos de Bélgica tenía la peor calidad de Europa, y que se situaba a la cola de los 122 países estudiados.

## Geografía humana
La población es de 11 409 077 habitantes (según la estimación de 2016). Tiene una de las mayores densidades de población de Europa y el mundo, 341,14 habitantes por kilómetro cuadrado. Se concentra preferentemente en las ciudades (97 %, 2008), en las provincias de Bruselas, Amberes y Flandes. La población rural es muy dispersa, excepto en las Ardenas. Tiene un índice de crecimiento de los más bajos del mundo: 0,094 % (est. 2009).
Hay dos grupos étnicos y lingüísticos muy diferenciados: un 58 % de flamencos, que viven en la zona septentrional del país, y valones un 31 % que vive en el sur. Hay otros que representan el 11 %. El flamenco es una lengua germánica emparentada con el neerlandés; es cooficial y lo habla el 60 % de la población. También es oficial el francés, que habla el 40 % de la población. El alemán es lengua cooficial aunque lo habla menos del 1 % de la zona donde está la población que lo tiene como lengua materna: el extremo oriental del país (Arlon, Eupen, St. Vith, entre otros). Bruselas es un enclave de bilingüismo. La mayoría de la población (75 %) es católica y hay una minoría protestante.

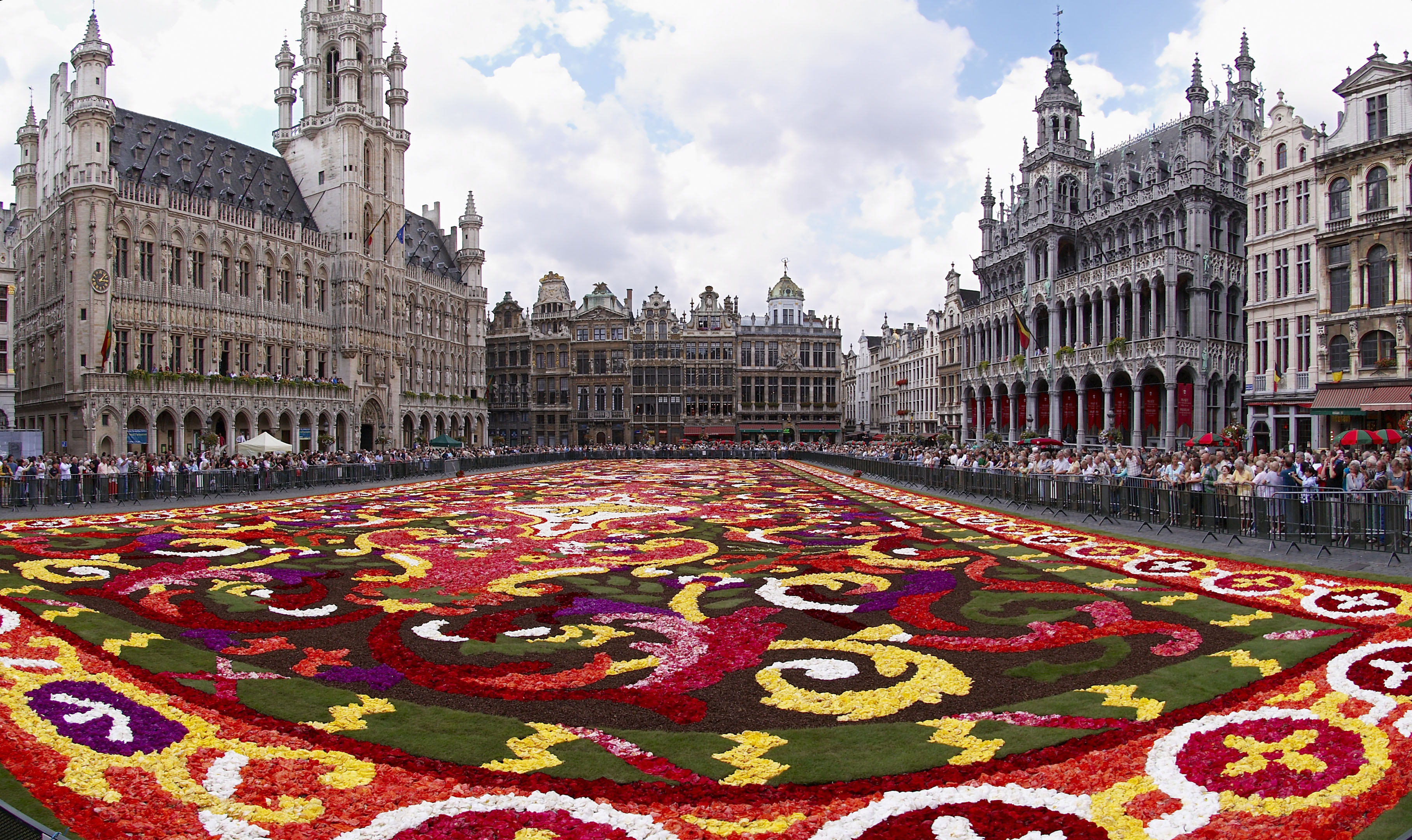
Alfombra floral en la Grand Place de Bruselas.

Bruselas, la capital y centro también de muchas instituciones europeas, tiene una población de 145 917 habitantes (2007) y una densidad de más de cuatro mil habitantes por kilómetro cuadrado. Aparte, hay otras seis ciudades de más de 100 000 habitantes: Amberes, Gante, Charleroi, Lieja, Brujas y Namur.
El país se divide en tres regiones (francés, regions, singular - region; neerlandés, gewesten, singular - gewest): Bruselas Capital, Flandes, Valonia. Como consecuencia de la reforma constitucional de 1993 que fue evolucionando hacia una mayor autonomía de estado federal, ahora hay tres niveles de gobierno (federal, regional y comunidad lingüística) con una compleja división de responsabilidades. Las provincias tradicionales de Bélgica eran: Amberes (cap. Amberes), Brabante (Bruselas), Flandes Occidental (Brujas), Flandes Oriental (Gante), Henao / Hainaut (Mons), Lieja (Lieja), Limburgo (Hasselt), Luxemburgo (Arlon) y Namur (Namur).

## Geografía económica
Bélgica es un cruce de caminos de Europa. La mayor parte de las capitales de Europa occidental se encuentran dentro de un radio de mil kilómetros de Bruselas, la sede tanto de la Unión Europea y la OTAN. Tiene pocos recursos naturales: materiales de construcción, arena de sílice y carbonatos. Debe importar las cantidades sustanciales de materias primas y exportar un volumen grande de fabricación, haciendo su economía vulnerable a la volatilidad en mercados mundiales. La tierra arable, que representa el 27,42 % del uso de la tierra. A cosechas permanentes se dedica 0,69 % y otros 71,89 % (2005, incluye Luxemburgo). El regadío abarca 400 kilómetro cuadrados (2003). 

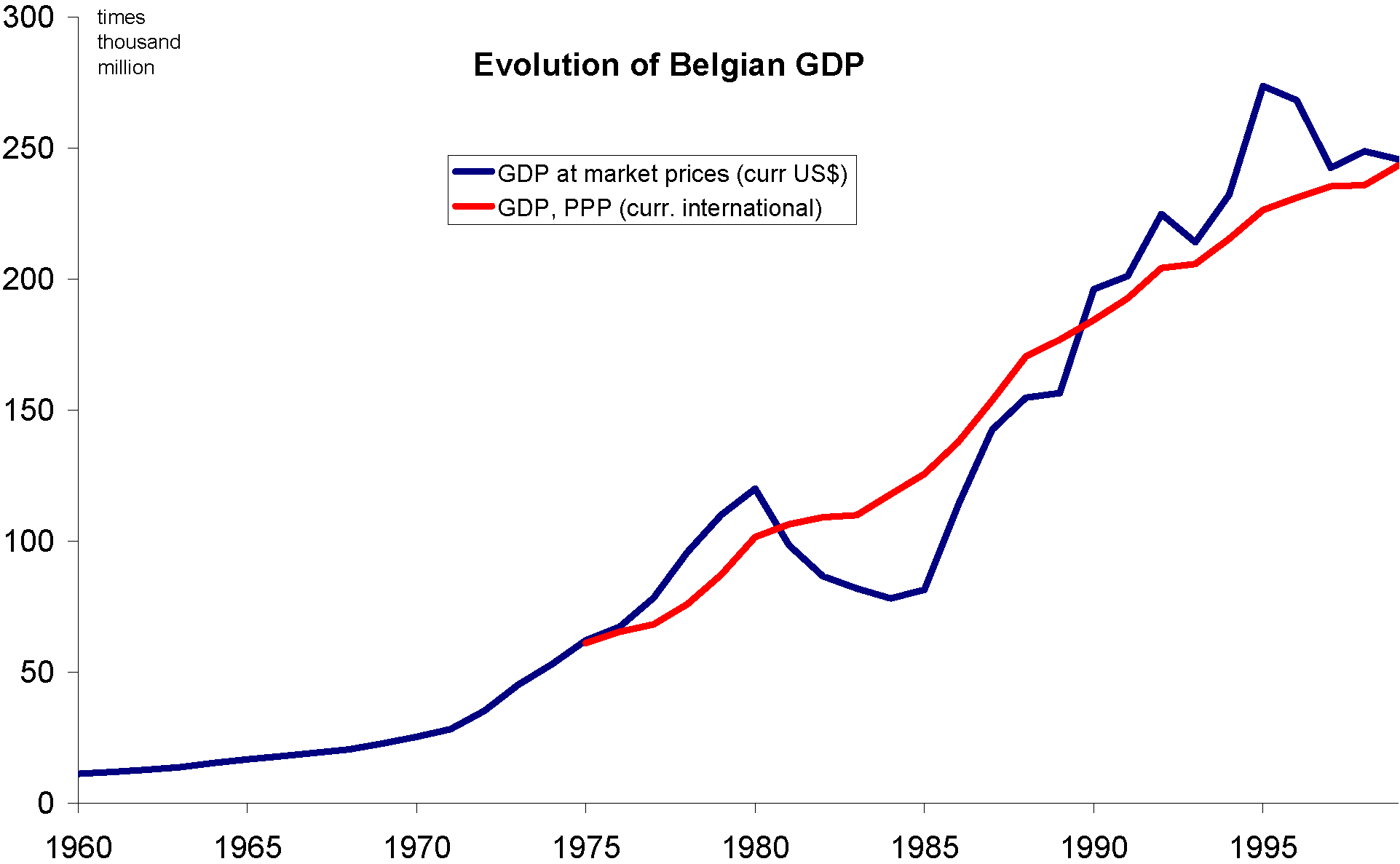
Evolución del PIB ("GDP" son sus siglas en inglés).

La composición del PIB por sector es: agricultura 0,8 %, industria 24,5 % y servicios 74,7 % (est. 2009). La agricultura emplea al 2 % de la población activa, la industria el 25 % y los servicios el 73 % (2007).
Esta economía moderna, de empresa privada, ha capitalizado su ubicación central geográfica, ha desarrollado intensamente la red de transporte, y ha diversificado la base industrial y comercial. La industria se concentra principalmente en la poblada región flamenca del norte. Aproximadamente tres cuartas partes del comercio belga se desarrolla con otros países europeos y el déficit de cuenta corriente total se amplió al 4 % del PIB en 2009. La deuda pública es casi del 100 % del PIB. Por el lado positivo, la distribución de los ingresos es relativamente igualitaria y el gobierno tuvo éxito al equilibrar su presupuesto durante el período 2000-2008. 
Una población progresivamente envejecida y crecientes gastos sociales también están incrementando la presión sobre las finanzas públicas, haciendo probable que el gobierno necesitará implementar impopulares medidas de austeridad para restaurar el equilibrio fiscal. 
Los principales productos agrícolas son: remolacha azucarera, hortaliza frescas, frutas, cereales y tabaco. De la ganadería se obtiene carne de ternera (los bovinos se crían sobre todo en Flandes) y de cerdo, así como leche. En cuanto a los productos industriales, cabe citar: productos de ingeniería y de metal, ensamblaje de piezas de vehículos de motor, equipamiento de transporte, instrumentos científicos, alimentos procesados y bebidas, productos químicos, metales básicos, textil (tradicional en las llanuras centrales, Gante, Malinas, Lovaina, Bruselas y Brujas), vidrio y petróleo.
Tiene 3233 km de vías férreas y 152 257 km de carreteras, de las que 1770 son autopistas. Las vías fluviales en el año 2008 representaban 2043 km, y están formadas tanto por ríos como por canales como el canal Alberto, que une Amberes con el Rin. Los puertos y terminales más destacados son: Amberes, Gante, Lieja y Zeebrugge.